# Desolation Row
Desolation Row — пісня Боба Ділана, випущена 1965 року. Вийшла в альбомі Highway 61 Revisited, а також як сингл.
Ця пісня потрапила до списку 500 найкращих пісень усіх часів за версією журналу Rolling Stone.
Також одним з відомих каверів є пісня гурту My Chemical Romance та відеокліп до неї 2009 року.